# Witkopvingermos
Witkopvingermos (Physcia tribacioides)  is een korstmos uit de familie Physciaceae. De fotobiont is Trebouxia.

## Kenmerken
Witkopvingermos is een bladvormig korstmos. Het thallus heeft lobvormige uiteinden, met bladen in een rozet en een heldere grijze kleur zonder marmering. Opvallend zijn de sorediën, die zich in ronde soralen nabij de uiteinden van de lobben bevinden.

## Ecologie
Witkopvingermos komt voor op bomen.

## Verspreiding
In Nederland komt deze soort vrij zeldzaam voor.